# Rodrigo Mederos
Rodrigo Mederos Carro Volante (Tarariras, Departamento de Colonia, Uruguay 25 de julio de 2005) es un futbolista uruguayo que juega de volante central en el Club Nacional de Football de la Primera División de Uruguay.

## Trayectoria

### Nacional
Producto de las divisiones inferiores de Nacional, en 2025 es confirmado en el primer equipo, teniendo su debut el 13 de enero de 2025, en un amistoso por la serie de verano Río de la Plata, disputado en el Gran Parque Central ante Club Atlético San Lorenzo de Almagro. Su debut oficial fue en la primera fecha del Torneo Apertura el 2 de febrero de 2025 en la derrota 1 a 0 de visitante frente al Montevideo City Torque.